# Bruun, de beer
Bruun, de beer is een kinderboek dat is geschreven door W.G. van de Hulst sr.  en geïllustreerd door Tjeerd Bottema.

## Kenmerken
Het boek maakt deel uit van de 21-delige serie Voor onze kleinen die tussen 1920 en 1958 verscheen. De eerste uitgave was in 1927, waarna er meer dan 23 herdrukken volgden. De kaft is van dik karton.

## Verhaal
Bruun is de knuffelbeer van Rietje en wordt door haar broers afgepakt om er wild mee te spelen. Bruun eindigt hierdoor op een paal in water. Een schipper geeft de beer vervolgens weg aan een groep jongens die de beer vernielen. De broers pakken de beer terug en leggen hem in het bed van Rietje. Moes maakt de beer en als Rietje wakker wordt ziet ze hem naast zich.